# 피부색 차별
피부색 차별은 피부색을 근거로 사람을 차별하는 것을 의미하며, 인종차별과 겹치는 경우가 많다.

## 사례

### 대한민국
2005년에 대한민국에서 '살색 크레파스'라는 단어를 국가인권위원회의 권고와 인종차별이나 피부색 차별이 될 수 있다는 논란 등으로 인해 국가기술표준원이 '살구색 크레파스' 로 바꾼 사례가 있다.

### 미국

#### 흑백공학
미국 헌법은 피부색깔에 의하여 시민권이 차별받지 않는다고 규정되어 있음에도 불구하고 실제로는 학교·호텔·음식점·버스·기차·공공시설에 이르기까지 흑인들은 차별을 받고 있다. 특히 교육에 있어서 흑인은 시설이나 교사에 대한 것보다는 아예 백인학교에 입학하는 것 자체가 거부되고 있었다. 백인들은 '분리하는 것이 평등이다'라는 태도를 밝혀 이것이 헌법 위반은 아니라고 주장한다. 1954년 연방 최고법원은 공립학교에서 흑백분리 종말을 요구하는 역사적인 위헌 판결을 내렸다. 그럼에도 불구하고 학교의 통합은 지지부진하였으므로 1964년의 공민권법은 법무장관이 학부모를 대신하여 학교의 통합 소송을 제기할 수 있도록 하였다. 이 법이 실시된 이후에는 종래에 심하게 차별을 해온 남부 여러 주(州)보다도 흑인의 유입(流入)이 현저하였던 북부에서 빈곤 및 학교부족에 따른 새로운 형태의 흑인문제가 나타나기 시작하였다. 이로써 나타난 현상은 백인 중산 계급들이 교외(郊外)로 도피하고 백인학생들이 사립학교로 전학함으로써 도시에는 공학할 백인학생들이 거의 없다는 사실이다.

## 같이 보기
- 아파르트헤이트
- 블랙 내셔널리즘
- 흑인 우월주의
- 호텝스
- 내재화된 인종주의
- 한방울 규칙
- 마이클 잭슨의 건강과 외모
- 일광욕 의존증
- 백호주의
- 화이트 제노사이드
- 화이트 내셔널리즘
- 백인 우월주의
- 황화론